# FA Cup 1955/56

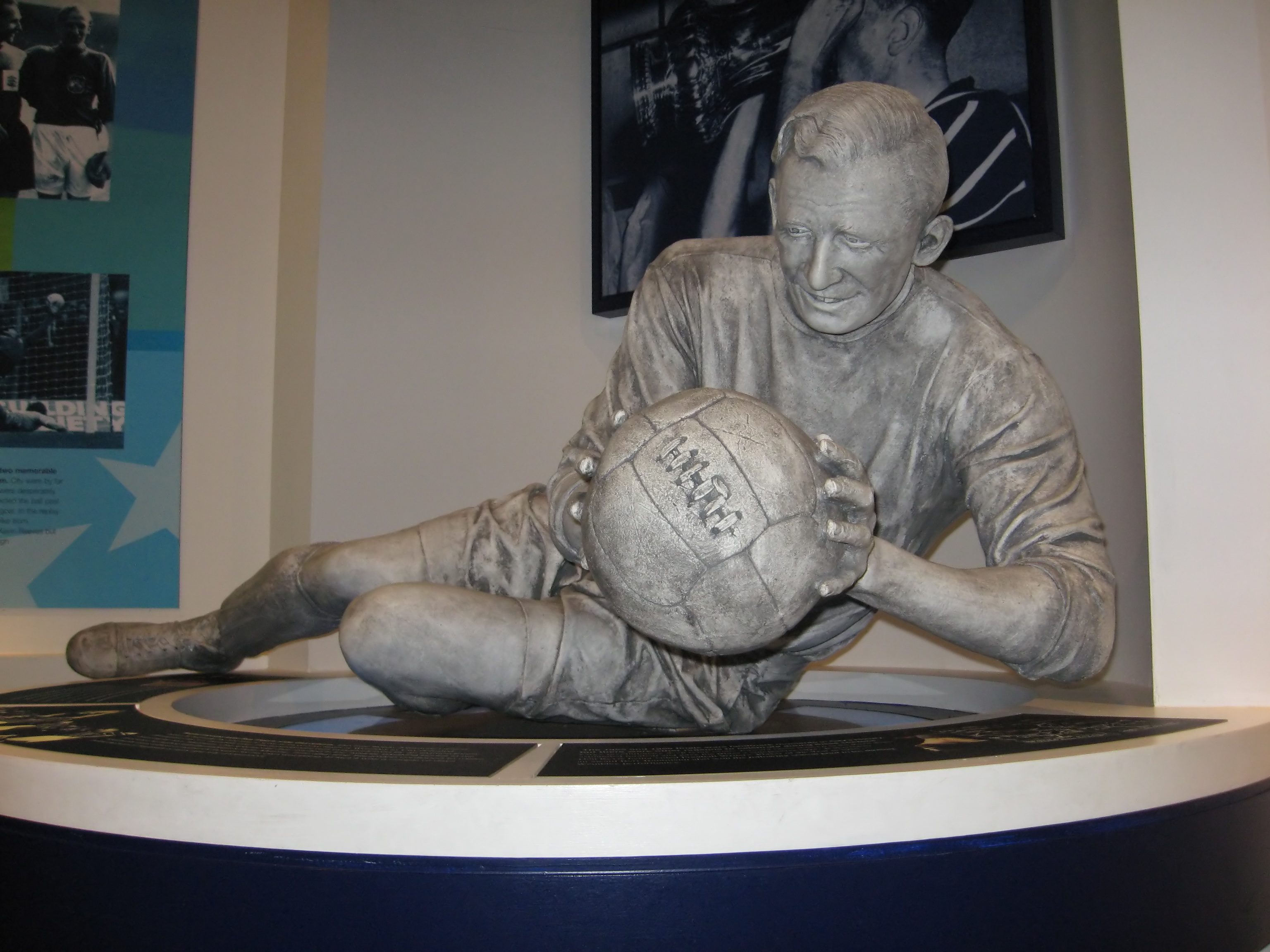
Skulptur von Manchester Citys Torwart Bert Trautmann, der im Endspiel trotz einer schwerwiegenden Verletzung bis zum Ende durchhielt.

Der FA Cup 1955/56 war die 75. Austragung des The Football Association Challenge Cup (meist als FA Cup bekannt).
Der Pokalwettbewerb startete mit der Qualifikation zwischen dem 10. September 1955 und dem 14. November 1955. Die Hauptrunde begann anschließend ab dem 19. November 1955 und endete mit dem Finale in Wembley in London am 5. Mai 1956 vor einer Kulisse von offiziell 100.000 Zuschauern. Sieger des Wettbewerbs wurde zum dritten Mal Manchester City. Unterlegener Finalist war Birmingham City.

## Wettbewerb

### Erste Hauptrunde
| Datum             |                        | Ergebnis |                      |
| ----------------- | ---------------------- | -------- | -------------------- |
| 19. November 1955 | Accrington Stanley     | 3:1      | AFC Wrexham          |
| 19. November 1955 | AFC Barrow             | 0:0      | Crewe Alexandra      |
| 19. November 1955 | Bedford Town           | 3:0      | FC Leyton            |
| 19. November 1955 | FC Bishop Auckland     | 3:1      | Durham City          |
| 19. November 1955 | Boston United          | 3:2      | Northwich Victoria   |
| 19. November 1955 | Bradford City          | 3:1      | Oldham Athletic      |
| 19. November 1955 | FC Brentford           | 4:0      | March Town United    |
| 19. November 1955 | Brighton & Hove Albion | 8:1      | AFC Newport County   |
| 19. November 1955 | FC Chesterfield        | 1:0      | FC Chester           |
| 19. November 1955 | Coventry City          | 0:1      | Exeter City          |
| 19. November 1955 | Crook Town             | 2:2      | Derby County         |
| 19. November 1955 | Crystal Palace         | 0:0      | FC Southampton       |
| 19. November 1955 | FC Darlington          | 0:0      | Carlisle United      |
| 19. November 1955 | Easington CW           | 0:2      | Tranmere Rovers      |
| 19. November 1955 | FC Gillingham          | 1:1      | Shrewsbury Town      |
| 19. November 1955 | Goole Town             | 1:2      | Halifax Town         |
| 19. November 1955 | Halesowen Town         | 2:4      | FC Hendon            |
| 19. November 1955 | Hartlepools United     | 3:0      | AFC Gateshead        |
| 19. November 1955 | Hastings United        | 6:1      | FC Southall          |
| 19. November 1955 | Leyton Orient          | 7:1      | Lovells Athletic     |
| 19. November 1955 | Mansfield Town         | 2:0      | Stockport County     |
| 19. November 1955 | FC Margate             | 2:2      | FC Walsall           |
| 19. November 1955 | FC Netherfield         | 1:5      | Grimsby Town         |
| 19. November 1955 | Northampton Town       | 4:1      | FC Millwall          |
| 19. November 1955 | Norwich City           | 4:0      | Dorchester Town      |
| 19. November 1955 | Peterborough United    | 3:1      | Ipswich Town         |
| 19. November 1955 | FC Reading             | 1:0      | AFC Bournemouth      |
| 19. November 1955 | FC Rhyl                | 0:3      | Bradford Park Avenue |
| 19. November 1955 | AFC Rochdale           | 0:1      | York City            |
| 19. November 1955 | Scunthorpe United      | 3:0      | AFC Shildon          |
| 19. November 1955 | Skegness Town          | 0:4      | Worksop Town         |
| 19. November 1955 | Southend United        | 2:0      | Queens Park Rangers  |
| 19. November 1955 | FC Southport           | 6:1      | Ashton United        |
| 19. November 1955 | Swindon Town           | 4:0      | Hereford United      |
| 19. November 1955 | Torquay United         | 2:0      | Colchester United    |
| 19. November 1955 | FC Watford             | 5:3      | Ramsgate Athletic    |
| 19. November 1955 | FC Weymouth            | 3:2      | FC Salisbury         |
| 19. November 1955 | AFC Workington         | 4:2      | FC Scarborough       |
| 19. November 1955 | Wycombe Wanderers      | 1:3      | Burton Albion        |
| 19. November 1955 | Yeovil Town            | 1:1      | FC Aldershot         |

#### Wiederholungsspiele
| Datum             |                 | Ergebnis |                 |
| ----------------- | --------------- | -------- | --------------- |
| 22. November 1955 | Carlisle United | 0:0      | FC Darlington   |
| 23. November 1955 | FC Aldershot    | 1:1      | Yeovil Town     |
| 23. November 1955 | Crewe Alexandra | 2:3      | AFC Barrow      |
| 23. November 1955 | Derby County    | 5:1      | Crook Town      |
| 23. November 1955 | FC Southampton  | 2:0      | Crystal Palace  |
| 24. November 1955 | Shrewsbury Town | 4:1      | FC Gillingham   |
| 24. November 1955 | FC Walsall      | 6:1      | FC Margate      |
| 28. November 1955 | FC Darlington   | 3:1      | Carlisle United |
| 28. November 1955 | Yeovil Town     | 0:3      | FC Aldershot    |

### Zweite Hauptrunde
| Datum             |                        | Ergebnis |                     |
| ----------------- | ---------------------- | -------- | ------------------- |
| 10. Dezember 1955 | Bedford Town           | 3:2      | FC Watford          |
| 10. Dezember 1955 | FC Bishop Auckland     | 0:0      | Scunthorpe United   |
| 10. Dezember 1955 | Bradford City          | 2:2      | Worksop Town        |
| 10. Dezember 1955 | Bradford Park Avenue   | 4:3      | AFC Workington      |
| 10. Dezember 1955 | Brighton & Hove Albion | 1:2      | Norwich City        |
| 10. Dezember 1955 | FC Chesterfield        | 1:2      | Hartlepools United  |
| 10. Dezember 1955 | FC Darlington          | 0:1      | Accrington Stanley  |
| 10. Dezember 1955 | Derby County           | 1:6      | Boston United       |
| 10. Dezember 1955 | Exeter City            | 6:2      | FC Hendon           |
| 10. Dezember 1955 | Halifax Town           | 0:0      | Burton Albion       |
| 10. Dezember 1955 | Leyton Orient          | 4:1      | FC Brentford        |
| 10. Dezember 1955 | Northampton Town       | 4:1      | Hastings United     |
| 10. Dezember 1955 | FC Reading             | 2:2      | FC Aldershot        |
| 10. Dezember 1955 | Shrewsbury Town        | 0:0      | Torquay United      |
| 10. Dezember 1955 | FC Southport           | 0:0      | Grimsby Town        |
| 10. Dezember 1955 | Swindon Town           | 1:1      | Peterborough United |
| 10. Dezember 1955 | Tranmere Rovers        | 0:3      | AFC Barrow          |
| 10. Dezember 1955 | FC Walsall             | 2:1      | FC Southampton      |
| 10. Dezember 1955 | FC Weymouth            | 0:1      | Southend United     |
| 10. Dezember 1955 | York City              | 2:1      | Mansfield Town      |

#### Wiederholungsspiele
| Datum             |                     | Ergebnis |                    |
| ----------------- | ------------------- | -------- | ------------------ |
| 14. Dezember 1955 | FC Aldershot        | 3:0      | FC Reading         |
| 14. Dezember 1955 | Burton Albion       | 1:0      | Halifax Town       |
| 14. Dezember 1955 | Grimsby Town        | 3:2      | FC Southport       |
| 14. Dezember 1955 | Torquay United      | 5:1      | Shrewsbury Town    |
| 15. Dezember 1955 | Peterborough United | 1:2      | Swindon Town       |
| 15. Dezember 1955 | Scunthorpe United   | 2:0      | FC Bishop Auckland |
| 15. Dezember 1955 | Worksop Town        | 1:0      | Bradford City      |

### Dritte Hauptrunde
| Datum           |                         | Ergebnis |                      |
| --------------- | ----------------------- | -------- | -------------------- |
| 7. Januar 1956  | FC Aldershot            | 1:2      | FC Barnsley          |
| 7. Januar 1956  | FC Arsenal              | 2:2      | Bedford Town         |
| 7. Januar 1956  | Aston Villa             | 1:1      | Hull City            |
| 7. Januar 1956  | Bradford Park Avenue    | 0:4      | FC Middlesbrough     |
| 7. Januar 1956  | Bristol Rovers          | 4:0      | Manchester United    |
| 7. Januar 1956  | Charlton Athletic       | 7:0      | Burton Albion        |
| 7. Januar 1956  | Doncaster Rovers        | 3:0      | Nottingham Forest    |
| 7. Januar 1956  | FC Everton              | 3:1      | Bristol City         |
| 7. Januar 1956  | Exeter City             | 0:0      | Stoke City           |
| 7. Januar 1956  | Hartlepools United      | 0:1      | FC Chelsea           |
| 7. Januar 1956  | Leeds United            | 1:2      | Cardiff City         |
| 7. Januar 1956  | Leyton Orient           | 1:0      | Plymouth Argyle      |
| 7. Januar 1956  | Lincoln City            | 2:3      | Southend United      |
| 7. Januar 1956  | FC Liverpool            | 2:0      | Accrington Stanley   |
| 7. Januar 1956  | Northampton Town        | 1:2      | Blackburn Rovers     |
| 7. Januar 1956  | Notts County            | 0:1      | FC Fulham            |
| 7. Januar 1956  | FC Portsmouth           | 3:1      | Grimsby Town         |
| 7. Januar 1956  | Rotherham United        | 1:1      | Scunthorpe United    |
| 7. Januar 1956  | Sheffield United        | 5:0      | AFC Barrow           |
| 7. Januar 1956  | Sheffield Wednesday     | 1:3      | Newcastle United     |
| 7. Januar 1956  | AFC Sunderland          | 4:2      | Norwich City         |
| 7. Januar 1956  | Swansea Town            | 1:2      | York City            |
| 7. Januar 1956  | Swindon Town            | 1:0      | Worksop Town         |
| 7. Januar 1956  | Torquay United          | 1:7      | Birmingham City      |
| 7. Januar 1956  | Tottenham Hotspur       | 4:0      | Boston United        |
| 7. Januar 1956  | FC Walsall              | 0:1      | Port Vale            |
| 7. Januar 1956  | West Ham United         | 5:2      | Preston North End    |
| 7. Januar 1956  | Wolverhampton Wanderers | 1:2      | West Bromwich Albion |
| 10. Januar 1956 | FC Bury                 | 0:1      | FC Burnley           |
| 11. Januar 1956 | Bolton Wanderers        | 3:0      | Huddersfield Town    |
| 11. Januar 1956 | Luton Town              | 0:4      | Leicester City       |
| 11. Januar 1956 | Manchester City         | 2:1      | FC Blackpool         |

#### Wiederholungsspiele
| Datum           |                   | Ergebnis |                  |
| --------------- | ----------------- | -------- | ---------------- |
| 9. Januar 1956  | Stoke City        | 3:0      | Exeter City      |
| 12. Januar 1956 | Bedford Town      | 1:2      | FC Arsenal       |
| 12. Januar 1956 | Hull City         | 1:2      | Aston Villa      |
| 12. Januar 1956 | Scunthorpe United | 4:2      | Rotherham United |

### Vierte Hauptrunde
| Datum           |                      | Ergebnis |                   |
| --------------- | -------------------- | -------- | ----------------- |
| 28. Januar 1956 | FC Arsenal           | 4:1      | Aston Villa       |
| 28. Januar 1956 | FC Barnsley          | 0:1      | Blackburn Rovers  |
| 28. Januar 1956 | Bolton Wanderers     | 1:2      | Sheffield United  |
| 28. Januar 1956 | Bristol Rovers       | 1:1      | Doncaster Rovers  |
| 28. Januar 1956 | FC Burnley           | 1:1      | FC Chelsea        |
| 28. Januar 1956 | Charlton Athletic    | 2:1      | Swindon Town      |
| 28. Januar 1956 | FC Fulham            | 4:5      | Newcastle United  |
| 28. Januar 1956 | Leicester City       | 3:3      | Stoke City        |
| 28. Januar 1956 | Leyton Orient        | 0:4      | Birmingham City   |
| 28. Januar 1956 | FC Liverpool         | 3:3      | Scunthorpe United |
| 28. Januar 1956 | Port Vale            | 2:3      | FC Everton        |
| 28. Januar 1956 | Southend United      | 0:1      | Manchester City   |
| 28. Januar 1956 | Tottenham Hotspur    | 3:1      | FC Middlesbrough  |
| 28. Januar 1956 | West Bromwich Albion | 2:0      | FC Portsmouth     |
| 28. Januar 1956 | West Ham United      | 2:1      | Cardiff City      |
| 28. Januar 1956 | York City            | 0:0      | AFC Sunderland    |

#### Wiederholungsspiele
| Datum            |                   | Ergebnis |                |
| ---------------- | ----------------- | -------- | -------------- |
| 30. Januar 1956  | Stoke City        | 2:1      | Leicester City |
| 31. Januar 1956  | Doncaster Rovers  | 1:0      | Bristol Rovers |
| 1. Februar 1956  | FC Chelsea        | 1:1      | FC Burnley     |
| 1. Februar 1956  | AFC Sunderland    | 2:1      | York City      |
| 6. Februar 1956  | FC Burnley        | 2:2      | FC Chelsea     |
| 6. Februar 1956  | Scunthorpe United | 1:2      | FC Liverpool   |
| 13. Februar 1956 | FC Chelsea        | 0:0      | FC Burnley     |
| 15. Februar 1956 | FC Burnley        | 0:2      | FC Chelsea     |

### Fünfte Hauptrunde
| Datum            |                      | Ergebnis |                   |
| ---------------- | -------------------- | -------- | ----------------- |
| 18. Februar 1956 | Charlton Athletic    | 0:2      | FC Arsenal        |
| 18. Februar 1956 | Doncaster Rovers     | 0:2      | Tottenham Hotspur |
| 18. Februar 1956 | FC Everton           | 1:0      | FC Chelsea        |
| 18. Februar 1956 | Manchester City      | 0:0      | FC Liverpool      |
| 18. Februar 1956 | Newcastle United     | 2:1      | Stoke City        |
| 18. Februar 1956 | Sheffield United     | 0:0      | AFC Sunderland    |
| 18. Februar 1956 | West Bromwich Albion | 0:1      | Birmingham City   |
| 18. Februar 1956 | West Ham United      | 0:0      | Blackburn Rovers  |

#### Wiederholungsspiele
| Datum            |                  | Ergebnis |                  |
| ---------------- | ---------------- | -------- | ---------------- |
| 22. Februar 1956 | FC Liverpool     | 1:2      | Manchester City  |
| 22. Februar 1956 | AFC Sunderland   | 1:0      | Sheffield United |
| 23. Februar 1956 | Blackburn Rovers | 2:3      | West Ham United  |

### Sechste Hauptrunde
| Datum        |                   | Ergebnis |                 |
| ------------ | ----------------- | -------- | --------------- |
| 3. März 1956 | FC Arsenal        | 1:3      | Birmingham City |
| 3. März 1956 | Manchester City   | 2:1      | FC Everton      |
| 3. März 1956 | Newcastle United  | 0:2      | AFC Sunderland  |
| 3. März 1956 | Tottenham Hotspur | 3:3      | West Ham United |

#### Wiederholungsspiel
| Datum        |                 | Ergebnis |                   |
| ------------ | --------------- | -------- | ----------------- |
| 8. März 1956 | West Ham United | 1:2      | Tottenham Hotspur |

### Halbfinale
Die beiden Spiele wurden am 17. März 1956 ausgetragen.
|                 | Ergebnis |                   | Ort        |
| --------------- | -------- | ----------------- | ---------- |
| Birmingham City | 3:0      | AFC Sunderland    | Sheffield  |
| Manchester City | 1:0      | Tottenham Hotspur | Manchester |

### Finale
| Manchester City                          | Manchester City | Birmingham City | Birmingham City |
| ---------------------------------------- | --- | --- | --------------- |
| Manchester City                          | \| Finale \| \| Samstag, 5. Mai 1956 in London (Wembley) \| \| Ergebnis: 3:1 (1:1) \| \| Zuschauer: 100.000 \| \| Schiedsrichter: Alf Bond \| \| Spielbericht \|           | \| Finale \| \| Samstag, 5. Mai 1956 in London (Wembley) \| \| Ergebnis: 3:1 (1:1) \| \| Zuschauer: 100.000 \| \| Schiedsrichter: Alf Bond \| \| Spielbericht \|         | Birmingham City |
| Manchester City                          | Bert Trautmann – Bill Leivers, Roy Little – Ken Barnes, Dave Ewing, Roy Paul – Bobby Johnstone, Joe Hayes, Don Revie, Jack Dyson, Roy Clarke Cheftrainer: Doug Livingstone | Gil Merrick – Jeff Hall, Ken Green – Johnny Newman, Trevor Smith, Len Boyd – Gordon Astall, Noel Kinsey, Eddy Brown, Peter Murphy, Alex Govan Cheftrainer: Arthur Turner | Birmingham City |
| Manchester City                          | 1:0 Joe Hayes (3.) 2:1 Jack Dyson (62.) 3:1 Bobby Johnstone (64.) | 1:1 Noel Kinsey (15.) | Birmingham City |
| Finale                                   | | |                 |
| Samstag, 5. Mai 1956 in London (Wembley) | | |                 |
| Ergebnis: 3:1 (1:1)                      | | |                 |
| Zuschauer: 100.000                       | | |                 |
| Schiedsrichter: Alf Bond                 | | |                 |
| Spielbericht                             | | |                 |